# 聾貓
聾貓（英語：Panda-a-Panda）是香港畫家小克於2004年創作的漫畫角色，以香港海洋公園的兩隻大熊貓安安及佳佳為藍本。
兩個漫畫角色的首次登場源於小克與香港漫畫家楊學德的一個文字接龍遊戲。小克認為楊學德為聾貓塑造了性格，他只是將這兩個角色作進一步延續。

## 外部鏈結
- 官方Facebook專頁 （页面存档备份，存于）